# Marquesat de la Casa Desbrull
El Marquesat de la Casa Desbrull és un títol nobiliari concedit per reial cèdula de 17 d'octubre de 1820 a Antoni Desbrull i Boïl d'Arenós com a canvi de denominació de l'antic Marquesat de Vilafranca de Santmartí. Aquest títol havia estat concedit el 1708 per l'arxiduc Carles a Francesc Sureda de Santmartí i Safortesa, de la casa de Sureda de Santmartí, sobre les seves terres a Sant Martí de Lanzell (Vilafranca), en agraïment al seu suport, i arran de la derrota austriacista el 1715 fou cancel·lat. Però per reial cèdula de 25 de novembre de 1760, en virtut dels pactes estipulats al Tractat de 1725, el títol fou rehabilitat per Carles III de Borbó a favor del seu fill Salvador Sureda de Santmartí i Cotoner. A la mort sense descendència del seu fill Marià el 1805 el succeí el germà d'Isabel Desbrull, cunyat i oncle del segon i tercer marquesos: Antoni Desbrull i Boïl d'Arenós, que el 1820 rebé el canvi de nom al marquesat i passà a ser Marquès de la Casa Desbrull.
A la mort sense descendència de Josep Manuel Desbrull i Boïl d'Arenós el 1835, la seva hereva testamentària rebutjà la designació, i el títol fou suprimit per reial orde el 15 d'agost de 1846. Però per reial orde de 23 de juliol de 1910 el títol fou restaurat per Alfons XIII a favor de Josep Francesc de Villalonga i Zaforteza, fill de Catalina Safortesa la Gran Cristiana i Marià Villalonga i de Togores, net de Josepa Desbrull, germana dels dos darrers marquesos. Actualment el Marquès de la Casa Desbrull és Nicolau de Villalonga i Villalonga, besnét de Josep Francesc.

## Marquesos de la Casa Desbrull
Aquesta és la llista de marquesos.
|                                                          | Titular                                       | Parentiu                             | Període                              |
| Marquesos de Vilafranca de Santmartí                     | Marquesos de Vilafranca de Santmartí          | Marquesos de Vilafranca de Santmartí | Marquesos de Vilafranca de Santmartí |
| -------------------------------------------------------- | --------------------------------------------- | ------------------------------------ | ------------------------------------ |
| I                                                        | Francesc Sureda de Santmartí i Safortesa      | -                                    | 1708-1714                            |
| Títol suspès i posteriorment rehabilitat per Carles III  |                                               |                                      |                                      |
| II                                                       | Salvador Sureda de Santmartí i Cotoner        | Fill de l'anterior                   | 1760-1793                            |
| III                                                      | Marià Salvador Sureda de Santmartí i Desbrull | Fill de l'anterior                   | 1793-1805                            |
| IV                                                       | Antoni Desbrull i Boïl d'Arenós               | Oncle de l'anterior                  | 1805-1820                            |
| Marquesos de la Casa Desbrull (canvi de denominació)     |                                               |                                      |                                      |
| I                                                        | Antoni Desbrull i Boïl d'Arenós               | Continua l'anterior                  | 1820-1827                            |
| II                                                       | Josep Manuel Desbrull i Boïl d'Arenós         | Germà de l'anterior                  | 1827-1835                            |
| Títol suspès i posteriorment rehabilitat per Alfons XIII |                                               |                                      |                                      |
| III                                                      | Josep Francesc de Villalonga i Zaforteza      | Besnét d'una germana dels anteriors  | 1910-1927                            |
| IV                                                       | Nicolau de Villalonga i Cotoner               | Fill de l'anterior                   | 1927-1956                            |
| V                                                        | Ferran de Villalonga i Truyols                | Fill de l'anterior                   | 1956-2018                            |
| VI                                                       | Nicolau de Villalonga i Villalonga            |                                      | 2018-                                |